# Ứng Am Đàm Hoa
Ứng Am Đàm Hoa (zh: 應菴曇華, 1103-1163) là Thiền sư Trung Quốc đời Tống, thuộc dòng Hổ Khâu, phái Dương Kỳ, tông Lâm Tế. Sư là môn đệ đắc pháp duy nhất của Thiền sư Hổ Khâu Thiện Long. Dưới sư có tám đệ tử nối pháp, trong đó nổi bật nhất là Thiền sư Mật Am Hàm Kiệt và Hoà Sơn Tâm Giám.

## Cơ duyên và hành trạng
Sư họ Giang, quê ở huyện Kì Châu, tỉnh Hồ Bắc, có thuyết khác nói sư là người ở huyện Hoàng Mai, tỉnh Hồ bắc. Năm 17 tuổi, sư xuống tóc xuất gia ở chùa Đông Thiền - vốn là đạo tràng của Ngũ Tổ Hoằng Nhẫn. Đến năm 18 tuổi, sư thụ giới cụ túc.
Đầu tiên, sư đến học thiền nơi Thiền sư Thủy Nam Thành Toại. Rồi lại du phương tham học với nhiều vị thiện tri thức. Sau đó sư lại đến yết kiến Thiền sư Viên ngộ Khắc cần và nhận sự dạy bảo nghiêm khắc của ngài.
Sau, Thiền sư Viên Ngộ vì già yếu nên bảo sư đến y chỉ tu hành với cao đệ của ngài là Thiền sư Hổ Khâu Thiệu Long ở Chương Giáo. Đến khi Thiệu Long dời đến Hổ Khâu, sư cũng đi theo thị giả hầu thầy. Qua nửa năm tham học nơi Thiền sư Hổ Khâu, sư đại ngộ và được Thiệu Long ấn chứng.
Sau khi giác ngộ, sư đến trú ở chổ của Thiền sư Thử Am và được phân tòa thuyết pháp tại chùa Liên Vân. Kế tiếp sư đến giáo hóa ở chùa Diệu Nghiêm và từng trụ trì qua nhiều ngôi chùa nổi tiếng.
Tương truyền khi sư trụ trì ở núi Quy Tông, Thiền sư Đại Huệ Tông Cảo - sư bá của sư và là người được coi là một Thiền sư kiệt xuất của Tông Lâm Tế, khi ấy đang ở tại Mai Dương. Có vị tăng đem lời dạy chúng của sư đến trình Đại Huệ. Đại Huệ xem qua rất hài lòng. Sau lại viết kệ đưa thị giả trao cho sư để khen ngợi:
                       Ngồi đoạn kim luân đệ nhất phong,
                       Ngàn yêu trăm quái thảy tiềm tung,
                       Năm về lại được chân tiêu tức,
                       Thưa bảo Dương Kỳ chính mạch thông.
Gặp ngày giỗ của Thiền sư Hổ Khâu Thiện Long, sư cầm hương rồi niêm: ''Bình sanh không khởi chụp được cái vô ý trí này, lão Hòa thượng đem hết tài năng nghĩ suy chẳng đến. Từ đây cổi hết binh khí, tùy phần mặc áo ăn cơm, hai mươi năm rồi ngồi trên giường gỗ, treo đầu dê bán thịt chó, biết kia có băng cứ chắc. Tuy nhiên, mỗi năm một lượt đốt hương nến, thiên cổ khiến người hận thêm sâu''.
Sư dạy chúng tham Thiền rất tận tâm, người thời bấy giờ gọi chổ giáo hóa của Thiền sư Đại Huệ với chỗ của sư ở là hai cửa cam lồ. Sư thường nhắc nhở dạy chúng rằng: ''Hàng Tăng sĩ mang giày cỏ trụ viện, cớ sao như con rắn mến hang vậy''. Ý của sư là muốn người tu học phải nên siêng năng tin tấn tu hành, không nên chấp tâm ham thích nơi ở mà quên đi việc lớn sinh tử đại sự.
Cuối đời, sư đến trụ trì tại Thiên Đồng Cảnh Đức Thiền Tự, núi Thái Bạch, Ninh Ba, Triết Giang. Ngày 13 tháng 6, niên hiệu Long Hưng thứ nhất (1163), đời vua Tống Hiếu Tông, sư an nhiên thị tịch, trụ thế 61 năm, hạ lạp 43 năm, môn đệ đem nhục thân của sư nhập tháp ở chùa Thiên Đồng trước đỉnh Thái Bạch.
Hành trạng, pháp ngữ của sư được môn đệ ghi lại trong quyển Ứng Am Đàm Hoa Thiền sư Ngữ lục (zh: 應菴曇華禪師語錄).